# Como Tudo Deve Ser
Como Tudo Deve Ser é o terceiro single do álbum 100% Charlie Brown Jr. - Abalando a sua Fábrica da banda brasileira Charlie Brown Jr. A canção foi regravada no álbum Acústico MTV - Charlie Brown Jr., lançado em 2003.
Esta canção fez parte da trilha-sonora do reality show "Casa dos Artistas".
Uma das frases mais famosas de Chorão, que diz “Vamos viver nossos sonhos, temos tão pouco tempo.”, é um trecho desta música. Sua ex-esposa, Graziela Gonçalves, usou este trecho na carta de despedida que escreveu para o Chorão no dia de sua morte.

## Charlie Brown Jr.
- Chorão: vocal e guitarra rítmica
- Marcão: guitarra solo
- Champignon: baixo
- Renato Pelado: bateria

## Desempenho nas Paradas Musicais
| Ano  | Single               | Charts      | Charts         | Charts       | Charts    | Charts        | Charts | Charts | Álbum                                           |
| Ano  | Single               | BRA Hot 100 | BRA Hit Parade | BRA Year End | Bill. BRA | Bill. Pop BRA | HSPN   | POR    | Álbum                                           |
| ---- | -------------------- | ----------- | -------------- | ------------ | --------- | ------------- | ------ | ------ | ----------------------------------------------- |
| 2001 | "Como Tudo Deve Ser" | 35          | —              | —            | —         | —             | —      | —      | 100% Charlie Brown Jr. - Abalando a Sua Fábrica |

## Regravações e Covers
- Em 2003, o próprio Charlie Brown Jr. gravou uma versão acústica desta música no álbum Acústico MTV - Charlie Brown Jr.[5]
- Em 2018, o rapper Emicida gravou sua versão para essa música no DVD ao vivo do cantor, "10 Anos de Triunfo", gravado em novembro de 2017.[9]